# Dave Parks
Pour les articles homonymes, voir Parks.
College Football Hall of Fame 2008
(en) Statistiques sur pro-football-reference
David Wayne Parks, né le 25 décembre 1941 à Muenster dans l'État du Texas et mort le 7 août 2019 à Austin au Texas est un Américain, joueur de football américain ayant évolué aux postes de wide receiver et de tight end au sein de la National Football League (NFL).
Il est sélectionné en tout premier choix lors de la draft 1964 de la NFL (en) par la franchise des 49ers de San Francisco après avoir joué au niveau universitaire pour les Red Raiders représentants le Texas Technological College (actuellement dénommé université Texas Tech) en NCAA Division I FBS.
Parks est sélectionné à trois reprises au Pro Bowls et a fait partie à deux reprises de la sélection All-Pro.
En 1965, il décroche la « triple couronne » au poste de wide receiver, menant la NFL au nombre des réceptions, des yards gagnés après réception et des réceptions de touchdown.
Au cours de sa carrière professionnelle, il aura joué pour les 49ers, les Saints de La Nouvelle-Orléans, les Oilers de Houston et il terminera sa carrière au Sun de Southern California (en) évoluant au sein de la World Football League.
Parcs est intronisé au College Football Hall of Fame en 2008.

## Carrière

### École secondaire
Parks fréquente l'Abilene High School à Abilene dans l'État du Texas et y pratique le football américain sous les ordres de l’entraîneur principal Chuck Moser (en).

### National Collegiate Athletic Association
Parks joue au niveau universitaire pour les Red Raiders de Texas Tech de 1961 à 1963. Pendant qu'il est à Texas Tech, Parks établit plusieurs records de l'université et y reçoit de nombreuses éloges. Au cours de sa saison junior en 1962, Parks est sélectionné dans l'équipe-type de la All-Southwest Conference.
Après sa dernière saison en 1963, Parcs devient le premier joueur des Red Raiders à être désigné All-American par l'Associated Press. Il est également sélectionné par The Sporting News, Time Magazine, Boston Recorder-American Sports Extra, l'Association américaine des entraîneurs de football (en) et Football Weekly (en). Parcs reçoit des invitations pour disputer l'East–West Shrine Game (en), le Senior Bowl et le Coaches All-America Game (en).
À la fin de ses études, Parks détient les records de l'université du plus grand nombre de réceptions en carrière (80), du plus grand nombre de réceptions sur une saison (32), du plus grand nombre de réceptions en un match (8 contre les Wildcats de Kansas State en 1963) et du plus grand nombre de yards gagné sur un match (132 contre les mêmes Wildcats en 1963). Son plus long retour d'interception (98 yards enregistré lors d'un match de 1962 contre les Buffaloes du Colorado, reste toujours un record de l'université.
Parks est l'un des cinq joueurs de Texas Tech (avec EJ Holub (en), Donny Anderson, Gabe Rivera (en) et Zach Thomas) dont le numéro numéro a été retiré . Il est nommé au Texas Tech Ring of Honor lors de la classe inaugurale. Le Ring of Honour désigne les meilleurs joueurs de l'université et leurs noms sont gravés sur un anneau du Jones AT & T Stadium. Il est le seul Red Raider à avoir été choisi en tout premier choix lors d'une draft de la NFL.
Parks est élu au College Football Hall of Fame en 2008, y rejoignant les anciens joueurs des Red Raiders de Texas Tech, Donny Anderson, Hub Bechtol (en), EJ Holub et Gabriel Rivera. Parks est également intronisé au Texas Sports Hall of Fame (en) en 2012.

### National Football League
Parks est choisi en tout premier choix global lors de la draft 1964 de la NFL (en) par la franchise des 49ers de San Francisco. Il est le troisième wide receivers à avoir été choisis en no 1 lors d'une draft, après d’Irving Fryar en 1984 et de Keyshawn Johnson en 1996.
Après six matchs lors de sa saison rookie, Parks établit un record en effectuant la plus longue réception de la franchise (83 yards). Une semaine plus tard il effectue la seconde plus longue réception de la franchise (80 yards). Ces deux performances ont tenu pendant 13 ans.
En 1965, Parks mène les statistiques de la NFL avec 80 réceptions, 1 334 yards et 12 touchdowns. Parks est sélectionné pour disputer le Pro Bowl 1965 et est sélectionné dans l'équipe All-Pro 1965.
Parks est également sélectionné dans l’équipe All-Pro 1966 et dispute ensuite les Pro Bowls 1966 et 1967.
Après la saison 1967, Parks utilise son option et quitte San Francisco pour les Saints de la Nouvelle-Orléans, où il reste pendant cinq saisons.
En 1973, il est transféré chez les Oilers de Houston et prend sa retraite après la saison.
Il termine sa carrière en NFL avec 360 réceptions, 5 619 yards à la réception (moyenne de 15,6 yards/réception) et 44 touchdowns.

### World Football League
Il dispute la saison 1974 avec le Sun de Southern California (en) évoluant au sein de la World Football League avant de prendre sa retraite définitive à la fin de la saison.

## Statistiques
| Année                    | Équipe                    | Statut                   | MJ |     | Passes réceptionnées | Passes réceptionnées | Passes réceptionnées | Passes réceptionnées |       | Courses | Courses | Courses | Courses |
| Année                    | Équipe                    | Statut                   | MJ | Nb. | Yards                | Moy.                 | TD                   | Nb.                  | Yards | Moy.    | TD      |         |         |
| 1961                     | Red Raiders de Texas Tech | So.                      | 10 | 16  | 209                  | 13,1                 | 1                    | -                    | -     | -       | -       |         |         |
| 1962                     | Red Raiders de Texas Tech | Jr.                      | 10 | 32  | 309                  | 12,5                 | 1                    | 1                    | 5     | 5       | 0       |         |         |
| 1963                     | Red Raiders de Texas Tech | Sr.                      | 10 | 32  | 499                  | 15,6                 | 4                    | -                    | -     | -       | -       |         |         |
| Totaux NCAA - Texas Tech | Totaux NCAA - Texas Tech  | Totaux NCAA - Texas Tech | 30 | 80  | 1 107                | 13,8                 | 6                    | 1                    | 5     | 5       | 0       |         |         |

| Année         | Équipe                        | MJ  |     | Passes réceptionnées | Passes réceptionnées | Passes réceptionnées | Passes réceptionnées |       | Courses | Courses | Courses | Courses |  | Fumbles | Fumbles |
| Année         | Équipe                        | MJ  | Nb. | Yards                | Moy.                 | TD                   | Nb.                  | Yards | Moy.    | TD      | Nb.     | Perdus  |  |         |         |
| 1964          | 49ers de San Francisco        | 14  | 36  | 703                  | 19,5                 | 8                    | -                    | -     | -       | -       | 2       | 0       |  |         |         |
| 1965          | 49ers de San Francisco        | 14  | 80  | 1 344                | 16,8                 | 12                   | -                    | -     | -       | -       | 1       | 1       |  |         |         |
| 1966          | 49ers de San Francisco        | 13  | 66  | 974                  | 14,8                 | 5                    | 1                    | -1    | -1      | 0       | 0       | 0       |  |         |         |
| 1967          | 49ers de San Francisco        | 9   | 26  | 313                  | 12                   | 2                    | -                    | -     | -       | -       | 1       | 0       |  |         |         |
| 1968          | Saints de La Nouvelle-Orléans | 10  | 25  | 258                  | 10,3                 | 0                    | -                    | -     | -       | -       | 0       | 0       |  |         |         |
| 1969          | Saints de La Nouvelle-Orléans | 14  | 31  | 439                  | 14,2                 | 3                    | -                    | -     | -       | -       | 0       | 0       |  |         |         |
| 1970          | Saints de La Nouvelle-Orléans | 13  | 26  | 447                  | 17,2                 | 2                    | -                    | -     | -       | -       | 0       | 0       |  |         |         |
| 1971          | Saints de La Nouvelle-Orléans | 14  | 35  | 568                  | 16,2                 | 5                    | 2                    | -2    | -2      | 0       | 0       | 1       |  |         |         |
| 1972          | Saints de La Nouvelle-Orléans | 12  | 32  | 542                  | 16,9                 | 6                    | 1                    | -7    | -7      | 0       | 0       | 0       |  |         |         |
| 1973          | Oilers de Houston             | 5   | 3   | 31                   | 10,3                 | 1                    | -                    | -     | -       | -       | 0       | 0       |  |         |         |
| Totaux 49ers  | Totaux 49ers                  | 50  | 208 | 3 334                | 16                   | 27                   | 1                    | -1    | -1      | 0       | 4       | 1       |  |         |         |
| Totaux Saints | Totaux Saints                 | 63  | 149 | 2 254                | 15,1                 | 16                   | 3                    | -9    | -3      | 0       | 0       | 1       |  |         |         |
| Totaux NFL    | Totaux NFL                    | 118 | 360 | 5 619                | 15,6                 | 44                   | 4                    | -10   | -2,5    | 0       | 4       | 2       |  |         |         |

## Trophées et récompenses
- Sélectionné au Pro Bowls 1965, 1966 et 1967 ;
- Sélectionné dans l'équipe-type All-Pro 1965 et 1966 ;
- Plus grand nombre de réceptions de la NFL en 1965 ;
- Plus grand nombre de yards gagnés en réception de la NFL en 1965 ;
- Plus grand nombre de touchdowns inscrits en réception de la NFL en 1965 ;
- Sélectionné dans l'équipe type NCAA All-American en 1963.

## Vie privée
Il a vécu à Austin dans l'État du Texas et a été directeur associé de la Texas Ranger Law Enforcement Organization. Parks invente ensuite le « Speedy Weedy », un outil destiné au jardinage. Il meurt le 7 août 2019 à l'âge de 77 ans,.